# منتخب لبنان تحت 17 سنة لكرة القدم
يمثل منتخب لبنان لكرة القدم تحت 17 عامًا لبنان في مسابقات كرة القدم الدولية في بطولة آسيا تحت 16 عامًا كأس العالم تحت 17 سنة لكرة القدم، وأيضًا في أي بطولة أخى ر تحت 17 سنة.

## التاريخ
لم يتأهل لبنان أبداً إلى كأس العالم تحت 17 سنة FIFA أو بطولة آسيا تحت 16 عام.
تمكن المنتخب اللبناني لكرة القدم لأقل من 17 سنة من إنتاج لاعبين لبنانيين كبار مثل لاعبي البوندسليجا السابقين رودا عنتر ويوسف محمد بالإضافة إلى لاعبي الدوري السعودي المحترفين محمد حيدر ومحمد غدار.
حقق المنتخب فوزه الأول على سوريا، وفوزه الثاني على اليمن، في بطولة غرب آسيا في إيران على حساب المنتخب اليمني بنتيجة 80-74، وكان أفضل لاعب في صفوف منتخب الأرز وائل عرقجي صاحب الـ 27 نقطة.

## النتائج والمواعيد

### 2017
| تصفيات بطولة آسيا تحت 16 سنة لكرة القدم 2018 16 سبتمبر 2017 | بوتان | 0–2   | لبنان                             | كرج (إيران)، إيران                                                              |
| 17:00                                                       |       | تقرير | Zgheib 55' · Hadchity 60' (ركلة.) | الملعب: ملعب انقلاب ‏ الحضور: 170 الحكم: Takuto Okabe (اتحاد اليابان لكرة القدم) |

| تصفيات بطولة آسيا تحت 16 سنة لكرة القدم 2018 18 سبتمبر 2017 | لبنان | 0–3   | إيران                                 | كرج (إيران)، إيران                                                                   |
| 17:00                                                       |       | تقرير | Shaverdi 23' · Azizi 24' · Seyedi 81' | الملعب: ملعب انقلاب ‏ الحضور: 350 الحكم: Sherzod Kasimov (اتحاد أوزبكستان لكرة القدم) |

| تصفيات بطولة آسيا تحت 16 سنة لكرة القدم 2018 20 سبتمبر 2017 | قرغيزستان      | 1–0   | لبنان | كرج (إيران)، إيران                                                               |
| 14:00                                                       | Shipovskii 16' | تقرير |       | الملعب: ملعب انقلاب ‏ الحضور: 67 الحكم: C. R. Srikrishna (اتحاد الهند لكرة القدم) |

| تصفيات بطولة آسيا تحت 16 سنة لكرة القدم 2018 24 سبتمبر 2017 | لبنان             | 1–4   | أفغانستان                                       | كرج (إيران)، إيران                                                                   |
| 14:00                                                       | Ayach 68' (ركلة.) | تقرير | Samandari 46' · Rashidi 53'، 82' · Walizada 87' | الملعب: ملعب انقلاب ‏ الحضور: 475 الحكم: Sherzod Kasimov (اتحاد أوزبكستان لكرة القدم) |

## الفريق

### الفريق الحالي
سجل اللاعبين الـ 23 التالين في تصفيات بطولة آسيا تحت 16 عام 2018.